# L'esperit de St. Louis
 L'esperit de St. Louis  (títol original en anglès: The Spirit of St. Louis) és una pel·lícula estatunidenca dirigida per Billy Wilder, estrenada el 1957. Ha estat doblada al català James Stewart encarna Charles Lindbergh en aquesta adaptació de Charles Lederer, Wendell Mayes i Billy Wilder dels escrits de l'aviador, The Spirit of St. Louis.

## Argument[2]
Charles A. Lindbergh es proposa creuar l'Atlàntic sense escales, en un vol sense precedents. Des de Nova York a París, el pilot viu al seu avió trenta-sis hores de solitud que suposen una gesta històrica.
La pel·lícula segueix el vol transatlàntic de Lindbergh en el seu monoplaça Spirit of Saint Louis des del seu enlairament el 20 de maig de 1927 de l'aeròdrom Roosevelt  de Nova York i acaba amb el seu aterratge el 21 de maig a l'Aeroport Paris-Le Bourget.

## Repartiment
- James Stewart: Charles Augustus "Slim" Lindbergh
- Murray Hamilton: Harlan A. "Bud" Gurney
- Patricia Smith: La jove al mirall
- Bartlett Robinson: Benjamin Frank Mahoney
- Marc Connelly: pare Hussman
- Robert O. Cornthwaite: Harry Knight
- Arthur Space: Donald A. Hall
- Charles Watts: O.W. Schultz
- Harlan Warde: Boedecker
- Dabbs Greer: Goldsborough
- David Orrick: Harold Bixby

I, entre els actors que no surten als crèdits :
- Virginia Christine: Secretària
- Olin Howland: Revenedor
- Eugene Borden

## Premis i nominacions
Nominacions
- 1958: Oscar als millors efectes visuals per Louis Lichtenfield